# Катрон, Ронни
Ронни Катрон (англ. Ronnie Cutrone; 10 июля 1948, Бруклин, Нью-Йорк, США — 21 июля 2013, Лэйк-Пикскилл, округ Патнам, штат Нью-Йорк, США) — американский художник, творивший в рамках направления поп-арт, представляя школу, которую называют пост-поп (англ. post-Pop). Известен своими крупномасштабными картинами таких популярных в Америке персонажей мультфильмов, как Кот Феликс, Розовая Пантера и Дятел Вуди. Впервые появился на сцене ещё в 1960-х годах будучи школьником, был тесно связан с американской контркультурой того времени, дружив, среди многих других, с Лу Ридом и Джимом Моррисоном.

## Биография
Ронни Катрон родился и вырос в Нью-Йорке. Учился в Школе изобразительных искусств в Манхэттене. В 1965 году стал участником «Фабрики», знаменитой арт-студии Энди Уорхола в Нью-Йорке. Первой в жизни Ронни оплачиваемой работой стало участие в качестве гоу-гоу-танцовщика в мультимедиашоу «Взрывная пластиковая неизбежность», поставленном Уорхолом по сюжету песни группы The Velvet Underground «Венера в мехах» (1966—1967).
В 1968 году Катрон на четыре года практически полностью порвал с «Фабрикой» и сосредоточился на получении художественного образования. Делал собственные фотопроекты, сотрудничал с журналом Interview. В 1972 году Ронни возвращается к Уорхолу, став его ассистентом. Как помощник Уорхола Катрон работал с его картинами, печатными изданиями, фильмами и других работами, в конечном итоге кооптируя ранние работы Уорхола (до 1960-х), а также работы Роя Лихтенштейна и других. В 1977—1978 годах Ронни принял участие в экспериментах Уорхола с Oxidation paintings, создании серии абстрактных изображений, покрытых призрачной зеленоватой патиной.
Катрон помогал разрабатывать и запускать ночной клуб Mudd Club в Трайбека, который с 1978 по 1983 год был местом проведения андеграундных музыкальных и контркультурных мероприятий, в том числе и панк-роковых.
В 1979 году в галерее Niveau прошла совместная выставка Катрона и шотландского художника Майка Галла, на которой были показаны картины Снупи, Микки и Минни Маус, Розовой Пантеры, а также небольшая серия картин Кролика Питера.
В 1980 году новым ассистентом Уорхола стал Джей Шрайвер и Катрон сосредоточился на своей собственной живописи, занимаясь в основном классическими персонажами американских мультфильмов и комиксов, таких как Дятел Вуди, Кот Феликс и Микки Маус.. Получил международное признание со своей первой же выставкой.
Виктор Гюго был другим художником, который был показан в этом трехлетнем групповом шоу, которое называлось «Три новых нью-йоркских художников».
В 1991 году Ронни вместе с Келли поставили в картинной галерее на улице Лафайет пьесу «Love-Spit-Love», героями которой были три пары, гетеросексуальная, гомосексуальная и лесбийская. Постановка собрала около 4000 человек. В 2000 году Катрон открыл ночной клуб «Резиновая обезьяна» (англ. Rubber Monkey) в Трайбека, позже закрытый.

## Стиль
Картины Катрона красочны, живы и менее сложны, чем у его современников, также творивших в стиле «поп-арт». Некоторые критики в конечном итоге обозначили его стиль как «пост-поп».
Вместе с художником Кенни Шарфом Катрон оживил комикс в живописи. Используя устоявшиеся комические персонажи, такие как Дятел Вуди и Кот Феликс, Ронни перефразировали темы оригинальности и авторства, а также низкий вкус и изобразительное искусство, что делает его напрямую обязанным поп-арту начала 1960-х. Использование им ярких и флуоресцентных цветов стимулировало возвращение Энди Уорхола к таким оттенкам повышенной искусственности.

## Личная жизнь
В юности Ронни имел опыт гомосексуальных связей, был «дрэг-квин», употреблял наркотики. Был бойфрендом американской писательницы Тамы Яновиц, став прототипом одного из героев её сборника рассказов «Рабы Нью-Йорка» (1986) по имени Stash. За свою жизнь Катрон был женат четыре раза. Дважды женился и разводился с визажисткой Джиджи Уильямс. В 1986 году Ронни женился на модном критике и писательнице Келли Бландинг. Его третья женой была израильтянка Эйнат Катава, этот брак также закончился разводом.

## Коллекции
Работы Катрона выставлены в таких известных музеях как Музей американского искусства Уитни (Нью-Йорк), Музей современного искусства (Нью-Йорк), Музей Бойманса — ван Бёнингена (Роттердам), Музей современного искусства Лос-Анджелеса, Бруклинский музей (Нью-Йорк), галерее Lorenzelli arte (Милан) и других.